# Europe Échecs
Europe Échecs je mjesečna revija na francuskom jeziku posvećena šahu. Izlazi jedanaest puta godišnje. Za srpanj i kolovoz izlazi dvobroj. 
Osnovao ju je Raoul Bertolo 1959. godine. Bertolo je bio predsjednik Francuskog šahovskog saveza (fra. Fédération française des échecs). List je nastao spajanjem dviju revija, l'Échiquier de Turenne i L'Échiquier de France. Jedna je od najstarijih francuskih šahovskih revija. Stariji je Le Courrier des Échecs osnovan 1947. godine. Danas ju vodi francuski velemajstor Bachar Kouatly. Od 1985. do 1997. vlasnik je bio Jean-Claude Fasquelle. ISSN je 0014-2794, a OCLC je 23070796. Danas je vlasnik Promotion Jeux de l'Esprit, Éditions Grasset & Fasquelle.

## Vanjske poveznice
- Službene stranice arhiv